# Sesbania virgata
Sesbania virgata är en ärtväxtart som först beskrevs av Antonio José Cavanilles, och fick sitt nu gällande namn av Christiaan Hendrik Persoon. Sesbania virgata ingår i släktet Sesbania och familjen ärtväxter. Inga underarter finns listade i Catalogue of Life.